# 1300 років м. Коростень (монета)
«1300 ро́ків м. Ко́ростень» — ювілейна монета номіналом 5 гривень, випущена Національним банком України. Присвячена одному з найдавніших міст на території України (Житомирщина) місту Коростень (літописний Іскоростень), перша літописна згадка про яке (945 рік) є в Несторовій «Повісті минулих літ».
Монету введено в обіг 19 серпня 2005 року. Вона належить до серії «Стародавні міста України».

## Опис монети та характеристики
| Номінал грн. | Метал      | Маса, г | Діаметр, мм | Якість виготовлення       | Гурт     | Тираж, штук |
| ------------ | ---------- | ------- | ----------- | ------------------------- | -------- | ----------- |
| 5            | нейзильбер | 16,54   | 35,0        | спеціальний анциркулейтед | рифлений | 30 000      |

### Аверс
На аверсі монети розміщено: у центрі малий Державний Герб України, під яким рік карбування монети — «2005» та кругові написи: «НАЦІОНАЛЬНИЙ БАНК УКРАЇНИ», «П'ЯТЬ ГРИВЕНЬ» (унизу), а також логотип Монетного двору Національного банку України.

### Реверс
На реверсі монети зображено елементи панорами міста, на передньому плані — скронева срібна сережка (до 946 р.), яку знайдено під час розкопок на території міста, угорі праворуч — герб міста Коростень, фасад будівлі дитячої поліклініки та силует пішохідного підвісного мосту, а також написи: у горі ліворуч — «1300»/«РОКІВ», унизу півколом — «КОРОСТЕНЬ».

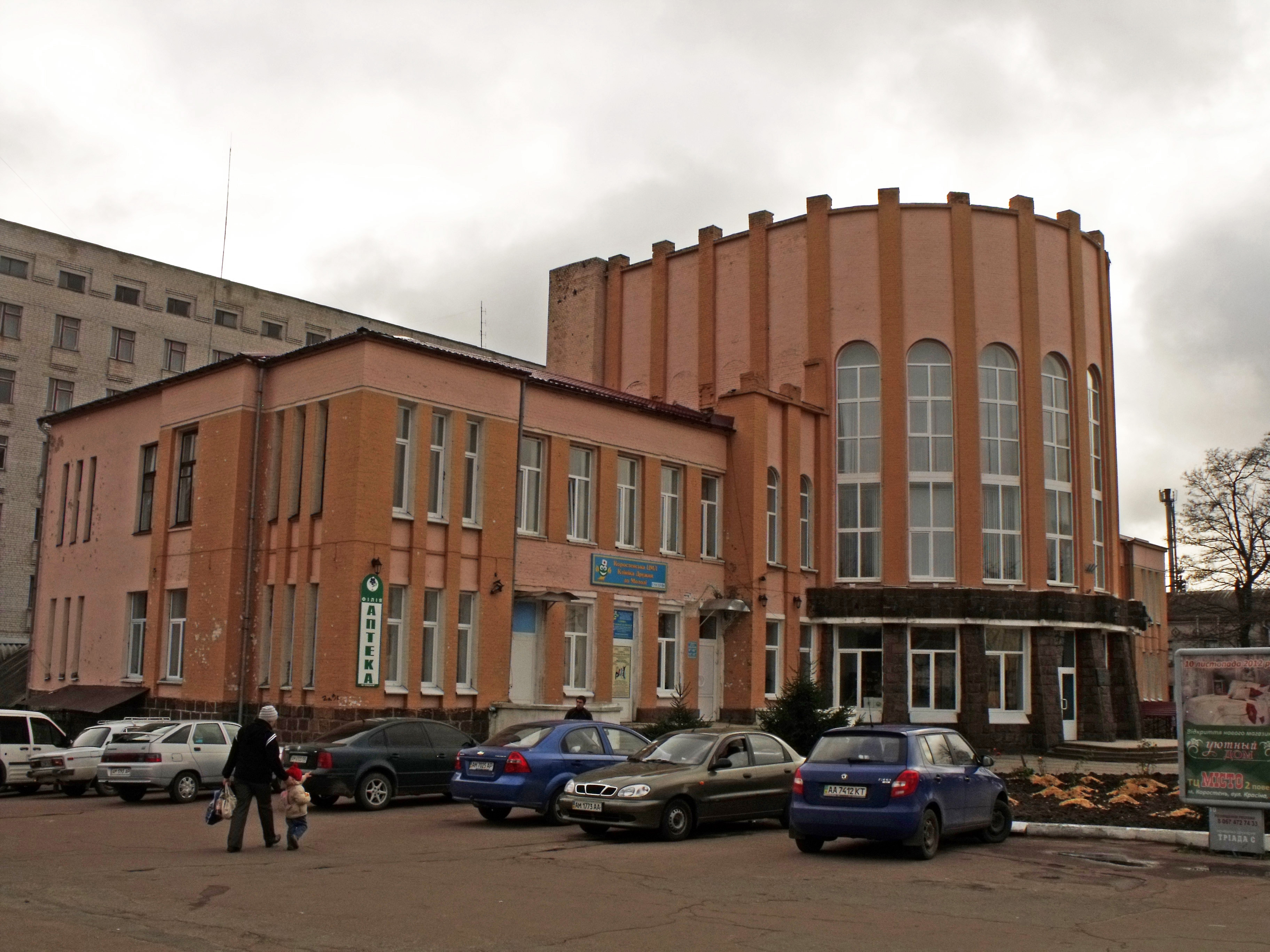
Фасад будівлі дитячої поліклініки.
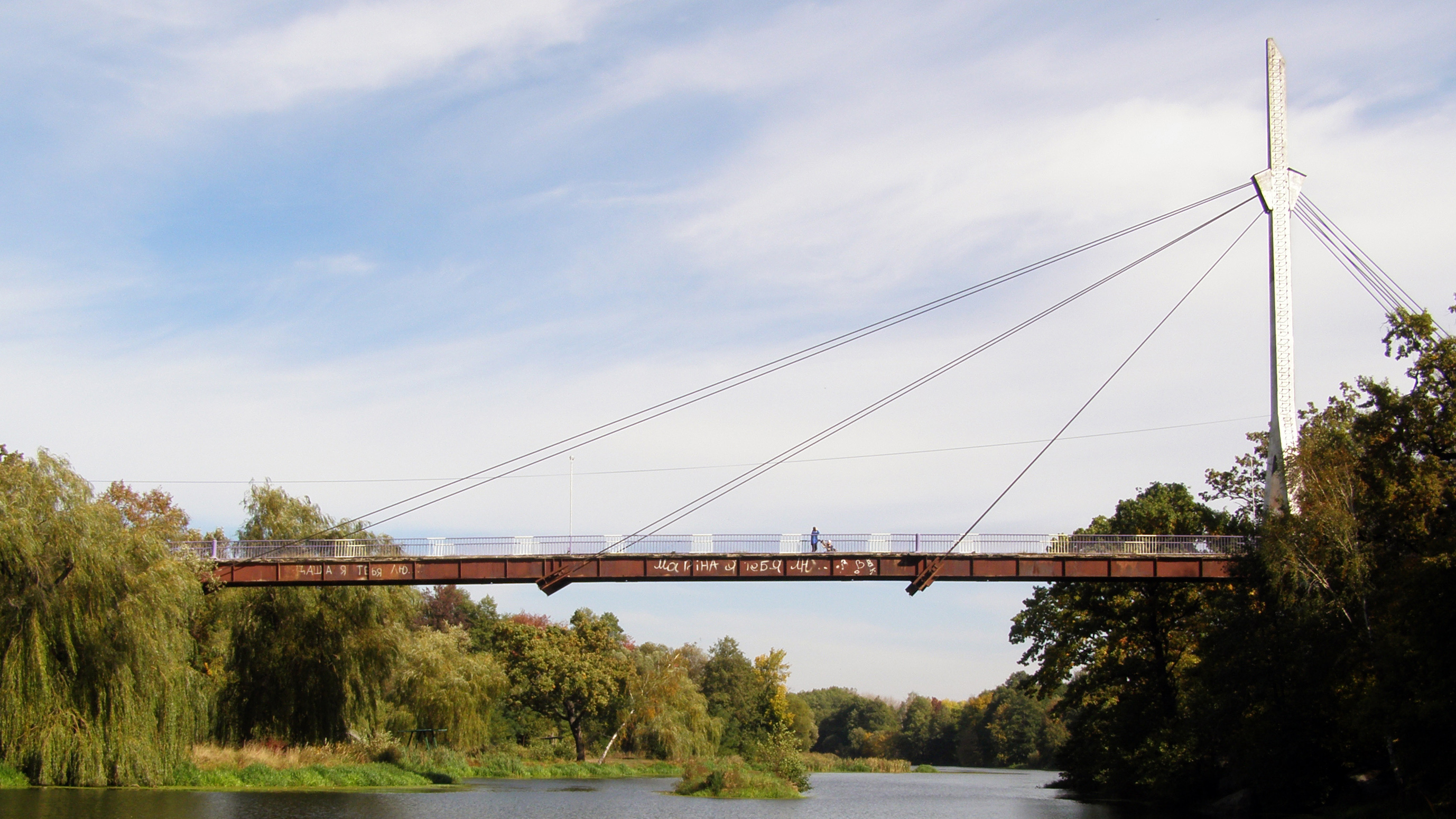
Вантовий пішохідний міст в Коростені.

## Автори
- Художник — Святослав Іваненко.
- Скульптор — Святослав Іваненко.

## Вартість монети
Ціна монети — 20 гривень, була вказана на сайті Національного банку України у 2013 році.
Фактична приблизна вартість монети, з роками змінювалася так:
| Рік        | 2010 | 2011 | 2012 | 2013 | 2014 | 2015 | 2016 | 2017 | 2018 | 2019 | 2020 | 2021 | 2022 | 2023 | 2024 | 2025 |
| ---------- | ---- | ---- | ---- | ---- | ---- | ---- | ---- | ---- | ---- | ---- | ---- | ---- | ---- | ---- | ---- | ---- |
| Ціна, грн. | 30   | 45   | 50   | 60   | 60   | 70   | 130  | 140  | 150  | 160  | 160  | 160  | 160  | 215  | 340  | 350  |